# Potzbach

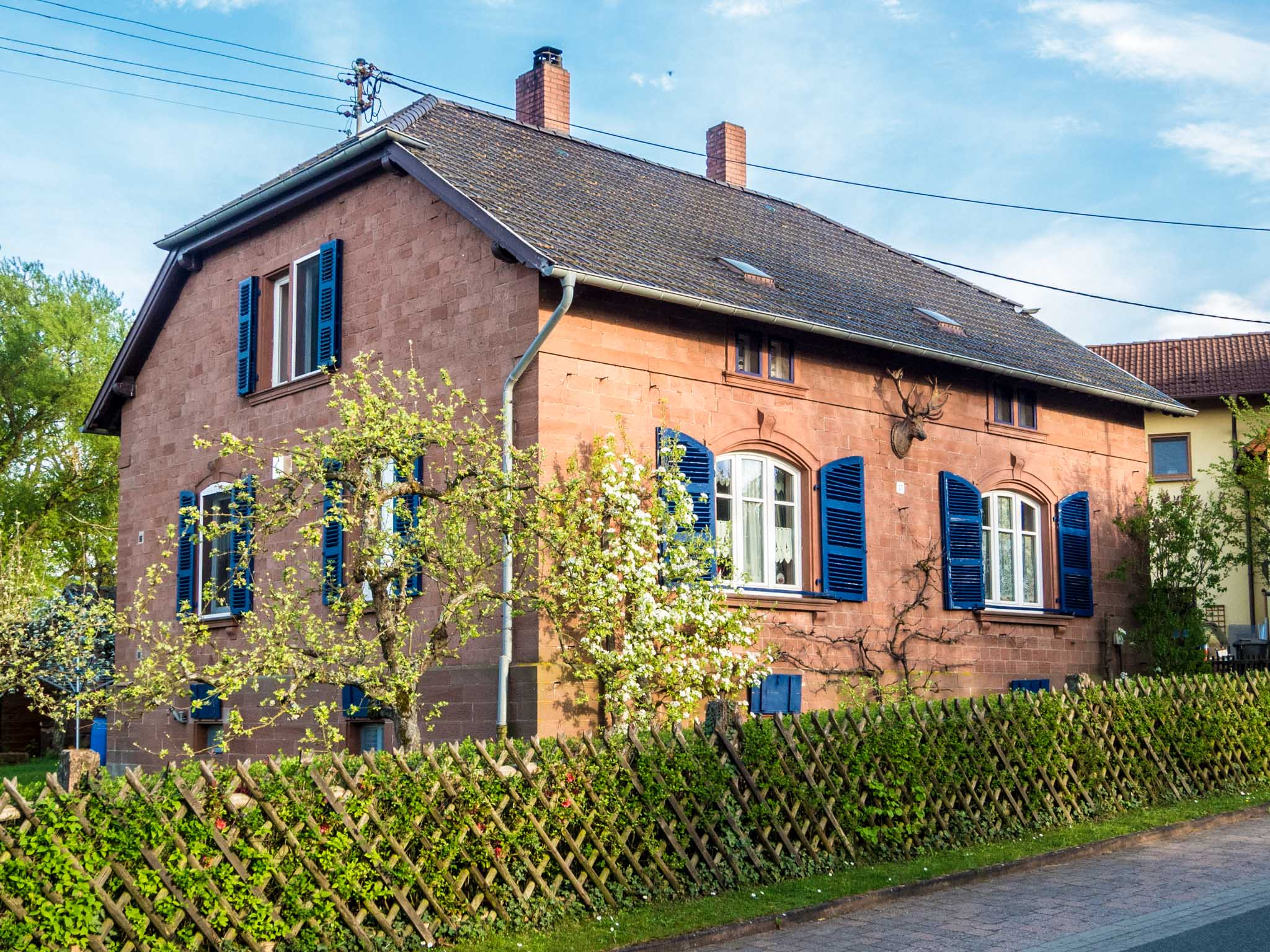
Forsthaus, erbaut 1899

Potzbach ist ein Ortsteil der im rheinland-pfälzischen Donnersbergkreis gelegenen Ortsgemeinde Winnweiler.

## Lage
Potzbach liegt im Nordpfälzer Bergland unweit der nördlichen Ausläufer des Pfälzerwald etwa drei Kilometer südwestlich der Kerngemeinde von Winnweiler. Am nordwestlichen Rand des Siedlungsgebiets entspringt der namensgebende Potzbach der in West-Ost-Richtung verläuft. Südwestlich des Ortes erstreckt sich der insgesamt 399,6 Meter hohe Eulenkopf, der sich jedoch bereits auf Gemarkung der Stadt Otterberg befindet. Zu Potzbach gehört zusätzlich der rund zwei Kilometer nordwestlich liegende Weiler Leithöfe.

## Geschichte
Im Einzugsgebiet von Potzbach befinden sich eine anhand von Gräben nachvollziehbare Römerstraße sowie mehrere urzeitliche Hügelgräber. Der Ort entstand zwischen dem 8. und dem 13. Jahrhundert. Die älteste erhaltene schriftliche Nennung stammt vom 29. Mai 1292, als eine Schenkung an das Kloster Otterberg beurkundet wurde. Die Existenz des Teilortes Leithöfe ist bereits für 11. Jahrhundert nachgewiesen. Für die Dauer der folgenden fünf Jahrhunderte gehörte Potzbach unter anderem zur Grafschaft Falkenstein, mit der es seine Geschichte teilte. Dennoch gehörte Potzbach meistens zu mehreren Herrschern gleichzeitig, so beispielsweise den Herren von Randeck, Schenk von Schmittburg und Horneck von Heppenheim. Ab Ende des 18. Jahrhunderts ging der Ort ganz in das Eigentum von Falkenstein über; letztere war ab 1782 Bestandteil des vorderösterreichischen Oberamt Winnweiler.
Nach 1792 hatten französische Revolutionstruppen die Region besetzt und nach dem Frieden von Campo Formio (1797) annektiert.
Von 1798 bis 1814, als die Pfalz Teil der Französischen Republik (bis 1804) und anschließend Teil des Napoleonischen Kaiserreichs war, gehörte das Dorf zum französischen Departement Donnersberg und war dem Kanton Winnweiler zugeordnet. 1815 gehörte der Ort zunächst erneut zu Österreich. Aufgrund der im selben Jahr auf dem Wiener Kongress getroffenen Vereinbarungen und einem Tauschvertrag kam die Region 1816 zum Königreich Bayern. Ab 1818 war die Gemeinde Potzbach dem Landkommissariat Kaiserslautern im bayerischen Rheinkreis, später dem Bezirksamt Kaiserslautern zugeordnet. Am 1. Dezember 1900 wechselte die Gemeinde in das neu geschaffene Bezirksamt Rockenhausen.
1928 hatte Potzbach 279 Einwohner, die in 66 Wohngebäuden lebten. Sowohl die Katholiken als auch die Protestanten gehörten seinerzeit zur Pfarrei von Winnweiler. Ab 1938 war der Ort Bestandteil des Landkreises Rockenhausen. Nach dem Zweiten Weltkrieg wurde Potzbach innerhalb der französischen Besatzungszone Teil des damals neu gebildeten Landes Rheinland-Pfalz. Im Zuge der ersten rheinland-pfälzischen Verwaltungsreform wechselte  die Gemeinde zusammen mit den meisten anderen Orten des Kreises in den neu geschaffenen Donnersbergkreis. Drei Jahre später wurde sie zudem Bestandteil der ebenfalls neu gebildeten Verbandsgemeinde Winnweiler, ehe sie am 10. Juni 1979 nach Winnweiler eingemeindet wurde. Seither bildet Potzbach einen von insgesamt drei Ortsbezirken.

## Politik

### Ortsbezirk
Potzbach ist als einer von drei Ortsbezirken der Ortsgemeinde Winnweiler ausgewiesen und wird von einem Ortsbeirat und einem Ortsvorsteher politisch vertreten.

### Ortsbeirat
Der Ortsbeirat besteht aus drei Ortsbeiratsmitgliedern, die bei der Kommunalwahl am 9. Juni 2024 per Mehrheitswahl gewählt wurden.

### Ortsvorsteher
Ulrich Schmitt wurde 2004 Ortsvorsteher von Potzbach. Bei der Direktwahl am 26. Mai 2019 wurde er mit einem Stimmenanteil von 87,34 % in seinem Amt bestätigt. Da für die Direktwahl am 9. Juni 2024 kein Wahlvorschlag eingereicht wurde, oblag die Neuwahl des Ortsvorstehers gemäß rheinland-pfälzischer Gemeindeordnung dem neu gewählten Ortsbeirat. Dieser bestätigte Ulrich Schmitt am 29. August 2024 einstimmig für weitere fünf Jahre in seinem Amt.

## Sehenswürdigkeiten
Mit der Hauptstraße existiert vor Ort eine Denkmalzone; hinzu kommen insgesamt fünf Einzeldenkmäler.

## Infrastruktur
Durch Potzbach verläuft die Kreisstraße 1.